# Chinasat 9
O Chinasat 9, também conhecido por Zhongxing 9 (ZX-9), é um satélite de comunicação geoestacionário chinês construído pela Thales Alenia Space. Ele está localizado na posição orbital de 92 graus de longitude leste e é operado pela China Direct Broadcast Satellite Company (China DBSAT). O satélite foi baseado na plataforma Spacebus-4000C2 e sua expectativa de vida útil é de 15 anos.

## Objetivo
O Chinasat 9 foi lançado para agir como um satélite de retransmissão para os Jogos Olímpicos de 2008, e, posteriormente, servir para as comunicações gerais. Ele é operado pela China Direct Broadcast Satellite Company. em nome do Ministério dos Correios e Telecomunicações da China.

## Lançamento
O satélite foi lançado com sucesso ao espaço no dia 09 de junho de 2008, 12:15 UTC, por meio de um veiculo Longa Marcha 3B a partir do Centro Espacial de Xichang, na China. Ele tinha uma massa de lançamento de 4 500 kg.

## Capacidade e cobertura
O Chinasat 9 é equipado com 22 transponders em banda Ku ativos para prestar serviços de radiodifusão via satélite para fornecer serviços de comunicações para a China, Hong Kong, Macau e Taiwan.